# カワサキ・ZX-RR

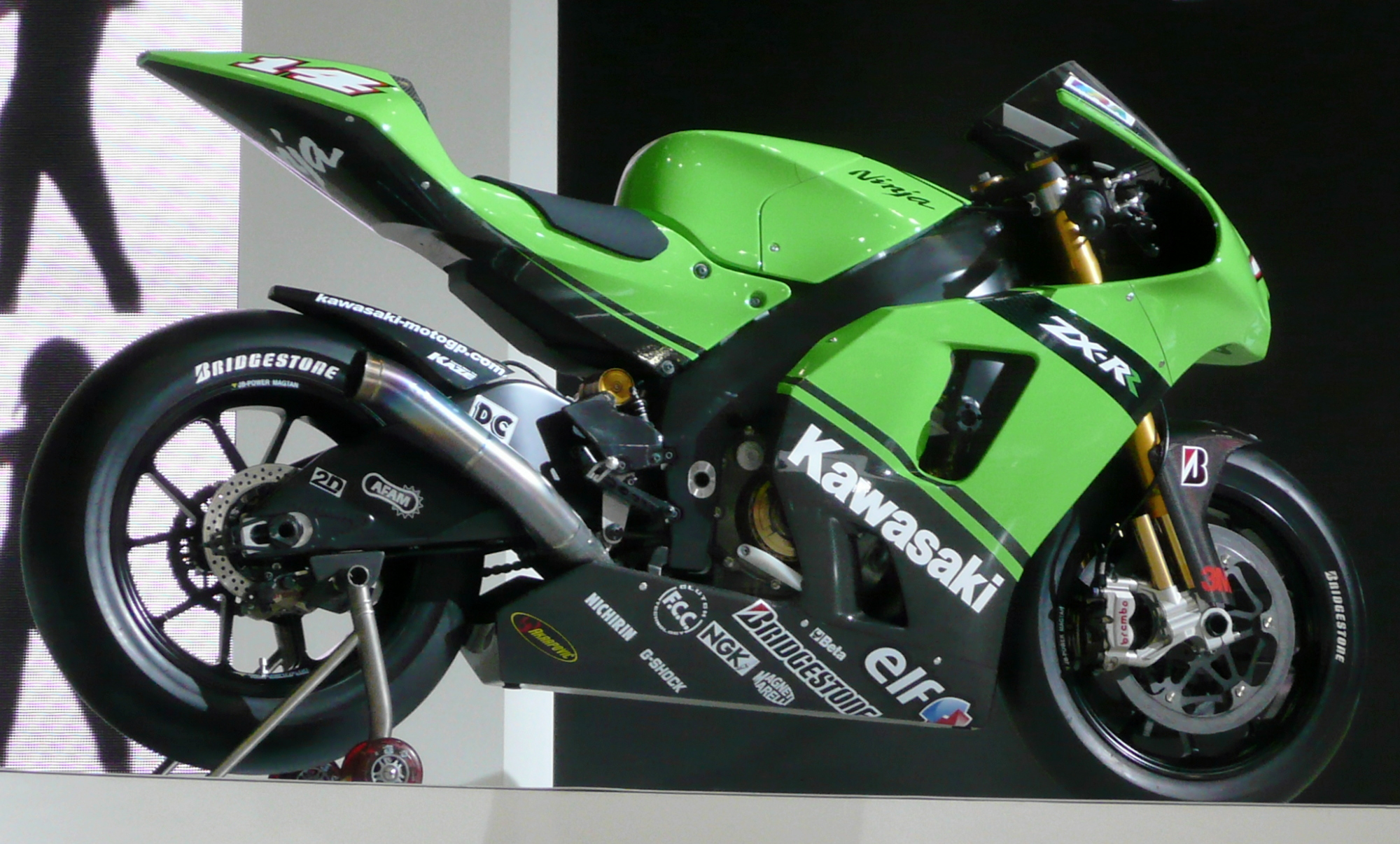
Ninja ZX-RR （2007年）。写真は展示用車両であり、実際の参戦車両とは多少異なる。

カワサキ・ニンジャZX-RRはロードレース世界選手権のMotoGPクラスに2002年後半から2009年にかけて参戦した川崎重工業（カワサキ）のレース専用モーターサイクルである。

## 誕生の背景
1990年代半ば以降、カワサキは自社の得意分野とされていた大型スーパースポーツバイクの売り上げが低迷していた。いわゆる「スーパースポーツ」に分類されるモーターサイクルの販売成績にはレースの戦績が少なからず影響を与えるが、当時カワサキが主に参戦していた市販車改造車両によって行われる、スーパーバイク世界選手権は、2気筒エンジン車両優遇のレギュレーションであり、4気筒エンジン車両で参戦するカワサキは苦戦を余儀なくされていた。
同じ頃、ロードレース世界選手権（MotoGP）の最高峰クラスのレギュレーションが大幅に見直され、これまで主流であった2ストロークエンジンから4ストロークエンジンへの移行を目的に2002年から4ストロークエンジンの排気量を拡大、990cc4ストロークエンジンでの参戦が認められる事になった。これは、すでに市販車の大半が4ストロークエンジンに移行しており、市販車への技術フィードバックが得られない2ストロークエンジンでは参戦メーカーの拡大が望めず、参戦メーカーが固定されマンネリ化傾向にあったため、エンジンの4ストローク化によってカワサキ、ドゥカティ、BMW等4ストロークエンジンを得意とするメーカーの参戦を促す目的であったが、スーパーバイク世界選手権においてカワサキやヤマハなどの4気筒に不利なレギュレーションであったことから、満足の行く成績を上げられずにいたカワサキにとって、これは好機でもあった。カワサキは企業イメージの向上を図り市販車販売の不振を打破するため、2003年からMotoGPクラスにフル参戦する事を決定した。
当時カワサキはスズキと業務提携をしており、相互に車両のOEM供給を行っていた。こういった背景もあり、当初MotoGPへはスズキとの共同参戦として計画されていた。しかし、共同参戦とはいえカワサキのスタッフがスズキへ出向する形で行われるなど完全にスズキ主導で行われるものだったため、社内には独自参戦を望む声も強く、結果として共同参戦はせずに独自参戦をすることとなった。
カワサキは1982年を最後にロードレース世界選手権から遠ざかっており、ロードレースの純粋な競技専用車両の開発も実に20年ぶりであった。そのため、GP参戦車両はすでに実績のあったスーパーバイク参戦車両を基に開発する事になった。ベース車両であるニンジャZX-7RRのエンジン排気量を拡大、オリジナルのフレームに搭載した車両が製作され、その車両で2002年前半は全日本ロードレース選手権のプロトタイプクラスにデータ収集を兼ねて参戦、そのデータを元にMotoGP参戦マシンを開発、翌年のフル参戦に備えシーズン後半数戦に参戦する事になった。デビュー目標は同年秋にツインリンクもてぎで開催されるパシフィックGPに定められ、開発ライダーには前年度までスーパーバイク世界選手権でカワサキのエースとして活躍した柳川明が起用され、GP参戦チームの運営はスーパーバイク世界選手権から引き続きハラルト・エックルが行う事になった。

## モデル一覧・レース戦績

### 2002年
- ライダー：柳川明（第13戦）、アンドリュー・ピット（第14〜16戦）
- 特徴

外観は特徴あるアッパーカウルと巨大なテールカウルが目を引くものの、車体は市販車の延長線上にある事を思わせる、GPマシンとしてはやや大柄な物だった。エンジンは全日本選手権プロトタイプクラス参戦車両を元に新たに設計されたもので、ニンジャ・ZX-7RRのエンジンの設計を色濃く残すものであったが、2005年まで基本設計を変えずに使われ続けたことからエンジンの素性は悪くなかったと思われる。独自の機構として軽量化のためジェネレータを小さくし、2倍の速度で回して発電量を稼ぐ「倍速ジェネレータ」が組み込まれていた。また、全日本プロトタイプクラス参戦車両ではキャブレターが使用されていたがこの車両よりインジェクション（ケーヒンFCR-i）が採用された。FCR-iは全開時にスロットル内に抵抗物が残らないという利点があったがセッティングが難しく、次年度以降も悩まされることとなった。排気系はサイレンサーをテールカウル下に取り回したいわゆるアンダーシートマフラーとなっている。
タイヤはスーパーバイク世界選手権および全日本ロードレース選手権に引き続きダンロップタイヤを使用した。
- 戦績

デビュー戦（第13戦パシフィックGP・ツインリンクもてぎ）はその後の苦難の道程を暗示するものであった。予選は18位、決勝は7周目15位前後を走行中にエンジンブローに起因する転倒リタイヤに終わった。柳川明はその時負った怪我によりその後の参戦を断念、アンドリュー・ピットが代役を務めたが、最終戦でポイントを獲得したものの毎戦ほぼ最下位を走行する事となり、他社のGPマシンの水準に及ばない事は明白であった。
- 最高成績：12位（バレンシアGP・ピット）
- 予選最高位：18位（日本GP・柳川、バレンシアGP・ピット）
- ランキング

ピット：26位

### 2003年
- ライダー：ギャリー・マッコイ、アンドリュー・ピット、柳川明（第1,6戦）、アレックス・ホフマン（第3,5,7,9,10戦）

- 特徴

外観は前年の物と似ているが、巨大だったテールカウルは一般的な大きさ・形状に改められ、シート下に取り回されていたマフラーはオーソドックスな右出しに変更された事と相まって、市販車に近づいたものになった。マフラーは開幕当初はカーボンサイレンサーの付いた物だったが、のちにサイレンサーレスのメガホンタイプになった。エンジンは前年の物の発展型で、倍速ジェネレータは廃止され、開発のスピードアップのためクランクケースは削り出しから砂型鋳造に変更された。車体は前半戦では試行錯誤が続き、フレーム、スイングアームは見るからに異なる物が入れ替わり投入された。前年から引き続き採用されていたFCR-iはセッティングが困難なうえに過渡特性に難があり、パワーの出方が唐突でいわゆるドン突きに悩まされた。また、カワサキ一社のみが採用していたダンロップタイヤの戦闘力も不足しており、翌年に備えセパンサーキットで行われたテストにおいてブリヂストンタイヤを装着しただけでラップタイムが2秒も短縮された程であったという。
- 戦績

2台体制となったものの成績は惨憺たるもので、ポイント獲得も満足にできず、特にシーズン前半戦では上位のライダーに周回遅れにされてしまう事も少なくなかった。これを受けてカワサキは社内に専門部署「モトGP部」を新設するなど体制の大幅な強化を図ったが、その成果が現れるのは翌シーズン以降のことである。
- 最高成績：10位（オランダGP・マッコイ）
- 予選最高位：12位（オーストラリアGP・マッコイ）
- ランキング

マッコイ：22位
ホフマン：23位
ピット：26位

### 2004年
- ライダー：中野真矢、アレックス・ホフマン
- 特徴

車体は刷新され、前年の物とは比較にならないほどコンパクトでスマートな形状になった。主戦場であるヨーロッパでのフレームの仕様変更に迅速に対応すべくスイスのスッターレーシングテクノロジーと提携、フレーム製造の拠点とした。エンジンは基本的に前年の発展型で、シーズン途中からFCR-iと決別、オーソドックスなバタフライバルブのスロットルとマレリ社製エンジン制御および燃料噴射が導入されエンジンが格段に扱い易くなった。排気系はサイレンサーの無い4-2-1集合の右出しスラッシュカットショートメガホン。ホフマンはシーズン途中より排気口が2本に分岐したマフラーを使用した。タイヤメーカーはダンロップからブリヂストンへ変更。カウリングはシーズン中盤からやや大型の丸みをおびた物に変更された。
- 戦績

開幕戦では予選6位。一度は中野がタイムシートのトップに立ち、カワサキが昨年までとは大きく違う事を人々に印象づけた。決勝は12位に終わり、上位争いをするにはまだ課題が多い事を改めて思い知らされる事となったが、中野はカワサキのGP復帰後のベストリザルトを次々と更新する快走を見せ、9月にツインリンクもてぎで行われた日本GPでは予選上位ライダーの多重クラッシュに助けられたとはいえカワサキにとって22年ぶりとなる3位表彰台を獲得するなどの活躍を見せた。
- 最高成績：3位（日本GP・中野）
- 予選最高位：3位（マレーシアGP・中野）
- ランキング

中野：10位
ホフマン：15位

### 2005年
- ライダー：中野真矢、アレックス・ホフマン、オリビエ・ジャック（第3,4,10,13,15,16戦）
- 特徴

外観は前年のものと非常に良く似ており、カウリングの形状もほとんど同一。スイングアームが縦方向の幅の大きな物に変更された。エンジンは前年の物をベースにしているが、GPマシンのトレンドである不等間隔燃焼となった。上死点・下死点が同じ#1と#4、#2と#3の2気筒ずつが同時燃焼するいわゆる同爆エンジンである（カワサキはこれをBB2と呼称）。バルブ駆動にフィンガーフォロワーロッカーアームが採用されている。排気系は、燃焼間隔の変更により脈動効果が得られなくなったため、気筒毎に排気管が独立した4本出しショートメガホンとなった。
BB2はトラクション性能に優れ、中低速域ではRC211Vにも負けない加速性能を得た反面振動が激しく最高出力や耐久性が犠牲になっていた。このためシーズン後半、最高出力の向上を目的に#1と#4を同時、#2と#3を交互燃焼とした新たな燃焼間隔（BB3）が導入された。また、ボア・ストローク比が変更され、ショートストローク化されている。
この年よりライドバイワイヤが導入され、#4の1気筒分のみスロットルバルブが電子制御によるモーター駆動となった。
- 戦績

中野は表彰台には登れなかったもののコンスタントにシングルフィニッシュを果たしたが、ホフマンは第2戦ポルトガルGP直前のイベントで転倒、右手を骨折した他、怪我に泣かされるシーズンを送る事となった。ホフマンの代役として抜擢されたジャックは雨の中国GPで復帰戦ながらいきなり2位表彰台を獲得。カワサキの最高峰クラスでのベストリザルトを更新した。
- 最高成績：2位（中国GP・ジャック）
- 予選最高位：4位（オランダGP、マレーシアGP・中野）
- ランキング

中野：10位
ジャック：17位
ホフマン：19位

### 2006年
- ライダー：中野真矢、ランディ・ド・プニエ、松戸直樹（第15戦日本GP）
- 特徴

2007年からMotoGPクラスのレギュレーションが改定され、最大排気量が従来の990ccから800ccへ縮小される事が決定していたが、カワサキは2006年の1シーズンのためにエンジン・車体共に全く新しい物を開発した。前年までのエンジンはZX-7RRの流れを汲む物であったため、これが初の純レーサーとして設計されたエンジンである。新たに開発されたエンジンは従来の物よりもはるかにコンパクトになり、デュアルプレーンクランクシャフトが採用された。これはヤマハが採用しているクロスプレーンクランクシャフトと同じコンセプトであるが、クランクピンの配置は異なっており、シングルプレーンクランクシャフトを中央で90度捻った形状からカワサキ社内では「ねじれクランク」と呼ばれている。車体面ではシューターレーシングとの提携を止め、設計から製造まで一貫してカワサキが行う事になった。第5戦フランスGPまでは前年と同じ形状のカウリングを装着していたが、第6戦イタリアGPより全く異なる新しいカウリングになった。そのためイタリアGPを境に外観は大きく異なる。
第12戦チェコGPまではBB4と呼ばれる燃焼間隔が採用された。これは、最初の1回転の間に90度間隔で#1→#3→#2→#4の順で4気筒すべての燃焼を行うもので、排気系は05年と似た独立排気の4本出しだった。BB4はトラクション性能に優れたが、高回化が難しく最高速が伸び悩み、ムジェロなど直線区間の長いサーキットでは特に苦戦を強いられた。対策として第7戦カタルニアよりレブリミットが引き上げられ、さらに第13戦マレーシアGPよりBB4.2と呼ばれる新しい燃焼間隔が採用された。これはBB4の燃焼間隔から#3の燃焼を360度ずらしたもので、これに合わせ排気系は4-2-1集合の右1本出しに変更された。BB4.2は最高速もライバル車と遜色のないものとなり、この燃焼間隔は800cc化以後も採用され続けた。
参戦当初よりZX-RRにはカムシャフトの駆動機構としてカセット式のギアトレインが採用されていたが、これは歴代ZX-RRにおける機構上の弱点でもありトラブルが絶えなかった。2006年の終盤近くになって根本解決のためカセット式から決別、固定式のギアトレインに変更された。
ライドバイワイヤ化が進み、この年から#3・#4の2気筒分が電子制御スロットルとなった。
- 戦績

ブリヂストンの予選タイヤとの相性がよく、予選ではたびたびポールポジション争いをするほどの速さを発揮するものの、シーズン前半は決勝レースでその地位を守れずに10位前後に落ち着く事が多かった。これはレースタイヤでは十分なグリップが得られなかったのと他車に比べ最高速が劣っていたためである。シーズンが進むと改善が進み決勝で順位を大幅に下げる事は少なくなったが、不運も重なり転倒リタイヤも多く、中野はランキング14位に終わった。だが、第8戦オランダでは2位表彰台を獲得しドライコンディションにおけるカワサキのベストリザルトを更新、第14戦オーストラリアGPではスタートから数周の間は中野がぶっちぎりの首位独走を見せるなど着実な進化を伺わせた。
- 最高成績：2位（オランダGP・中野）
- 予選最高位：2位（フランスGP、オーストラリアGP・中野）
- ランキング

中野：14位
ド・プニエ：16位

### 2007年
- ライダー：ランディ・ド・プニエ、オリビエ・ジャック（第7戦カタルニアまで）、アンソニー・ウエスト（第8戦イギリス以降）、フォンシ・ニエト（第5戦フランス）、ロジャー・リー・ヘイデン（第11戦USA）、柳川明（第15戦日本）
- 特徴

前年、レギュレーション大幅改定に向けてライバル各社は2006年シーズン中より800cc車両のプロトタイプをテストで走らせていたが、カワサキの800cc車両はなかなか姿を現さず、公の場に姿を現したのは年が明けてからの合同テストであった。外観は、2006年の物と良く似ているが、中身はレギュレーションの変更に合わせエンジン・車体共に新設計された物である。エンジンは、排気量の縮小に伴い必要な出力を得るには従来にない高回転化（18,000rpm以上）が避けられないためバルブスプリングにニューマチックが採用された。これは、単に高回転を得るのみならず、総合的な能力向上を狙ったものでもある。高回転を目指しながらもスモールボア・ロングストロークのエンジンであり、この数値は最終型まで継続された。カムシャフトの駆動方式にも変化が見られ、エンジン側面に配した固定式ギアトレインで吸気側を駆動、2番シリンダと3番シリンダの間のギアで排気側を駆動する方式になった。これにより、高回転域におけるカムシャフトのねじれを抑制、さらにエンジン右前方の幅が縮小されフレーム設計の自由度が増している。
開幕当初、最高速は他のワークスマシンに比べ劣っていたが、急速なパワーアップを遂げ、第4戦中国GP以後ドゥカティには及ばないものの国産勢ではトップクラスの最高速を記録、最終戦の決勝レースでは全車中最も速い最高速を記録している。車体は第11戦アメリカGPまではメタリックグリーンに塗られていたが、第12戦チェコGP以後伝統のライムグリーンに戻っている。なお、この年からハラルト・エックルとの契約を解消し、チーム運営は本社直轄の純ワークス体制となった。
- 戦績

テストへの参加の遅れと前年までのエースライダー中野の離脱により成績の低迷を危惧する声も少なくなかったが、新たにエースライダーとなったド・プニエは転倒が多かったものの完走したレースのほとんどはシングルフィニッシュであり、日本GPでは2位表彰台を獲得。フランスGPでは転倒に終わったものの雨の中首位を単独走行するなどの活躍を見せた。ジャックは転倒による怪我が多く、第8戦イギリスGPを前に現役を退く事になったが、代わって抜擢されたウエストはシーズン途中からの参戦ながら安定した成績を収め、参戦したレース全てを完走、最終戦以外は全てポイントを獲得した。
- 最高成績：2位（日本GP・ド・プニエ）
- 予選最高位：2位（カタルニアGP・ド・プニエ）
- ランキング

ド・プニエ：11位
ウエスト：15位
ヘイデン：20位
ニエト：22位
ジャック：23位

### 2008年
- ライダー：ジョン・ホプキンス、アンソニー・ウエスト、ジェイミー・ハッキン(第11戦アメリカ)
- 特徴

カワサキは2007年シーズン中より2008年に完全なニューマシンを投入しない事を公言していたこともあって、車体・エンジン共に大きな変化は無い。カウリングの形状は変更されたものの非常によく似た形状であり、フレームのエンジンハンガーが延長され、シートカウルとタンク周りの形状が変更された事が外観上の大きな変化である。
エンジンは前年のものから更に高回転化が進み、20,000rpm以上での耐久性が確保されていた（20,000rpm以上回した場合、990ccをも上回る出力が見込まれた）が、燃費を確保するため実戦での最高回転数は18,800rpmであった。燃焼間隔はBB4.2が継続採用された。
当時のカワサキは800ccのMotoGPにおいて、ブレーキングの優劣が勝敗を分ける最大の要素になると考えていた。BB4.2はトラクション性能やアクセルコントロールに長けるもののエンジンブレーキのスムーズさに欠けており、ブレーキングにおいては04年まで採用されていた等間隔の燃焼間隔、いわゆるスクリーマーが有利であった。また、最高出力においてもスクリーマーが有利であり、弱点とされるトラクションや過渡特性を電子制御によってカバーできる目処が立ったと判断、開幕前から前半戦にかけて「スクリーマー」エンジンの開発が続けられた。だが、スクリーマーは当時のBSタイヤとの相性が思わしくなく、電子制御の課題も多いため時期尚早と判断され実戦投入は見送られた。
車体面ではブレーキングを得意とするホプキンスに合わせ、多少コーナリングを犠牲にしてもブレーキングに強いマシンを目指して開発が進められたようだが、レース結果からしてこの試みは失敗に終わったと言わざるを得ない。当時のMotoGPチームの総監督だった依田一郎は後に、ホプキンスの起用は失敗だったと述べている。
- 戦績

前年ランキング4位のホプキンスをエースとして迎え、さらに大口スポンサーを獲得した事から念願の初優勝は時間の問題かと思われたが、結果はその期待を大きく裏切る物であった。車両開発を主導する立場だったホプキンスがプレシーズンテストで転倒、負傷した事によりテストは不足し、車両は十分に評価されないまま開幕を迎えてしまった。ホプキンスはシーズン前半、転倒による怪我で3つのレースを欠場、その上3度のメカニカルトラブルもあって成績は低迷。怪我から復帰したシーズン後半もむしろ低迷の度を深め、シングルフィニッシュすらできなくなってしまった。
ウエストはホプキンス中心に開発されたマシンに全く馴染めず、最下位走行を強いられることが多くマシンの開発は明らかに失敗であった。シーズン前半はポイント獲得もおぼつかなかったウエストが第12戦チェコGPより昨年型のフレームに戻して以後何とかポイントを獲得できるようになり、レースによっては開発の進んだはずの今年型に乗るホプキンスよりも前でフィニッシュした事はまさに皮肉である。
- 最高成績:5位(ポルトガルGP・ホプキンス、チェコGP・ウエスト)
- 予選最高位:3位(チェコGP・ホプキンス)
- ランキング

ホプキンス：16位
ウエスト：18位
ハッキン：20位

### 2009年
- ワークス活動の休止、ハヤテレーシングチームからの参戦

予想外に低迷した2008年の成績を受け、2009年には車体・エンジン共に刷新されることとなった。ライダーもドゥカティよりマルコ・メランドリを迎え、2年目のホプキンスと合わせて過去最強ともいえるラインアップとなるはずであった。だが、2008年秋のリーマンショックに端を発する世界同時不況の影響により、2009年1月9日、「経営資源の効率的な再配分」を名目に川崎重工本社はMotoGP参戦活動の一時休止を発表した。
これにより、MotoGPカワサキレーシングチームは解散。ホプキンスとメランドリはシートを喪失することとなった。しかし、MotoGPを主催するドルナ社とカワサキの契約は2011年まで残っており、協議の結果ドルナへの賠償としてすでに完成していた2009年型ZX-RRをプライベートチームに供給するかたちで2009年も参戦することになった。チームスタッフの一部は再び招集されプライベーター「ハヤテ・レーシングチーム」として再編された。ライダーはメランドリのみ、1台体制での参戦であった。
カワサキによるマシンの開発は2009年3月一杯で終了し、MotoGP参戦活動を担当してきた川崎重工汎用機カンパニーの「モトGP部」も4月1日付けで廃止された。シーズン中はエンジンのメンテナンスと参戦に必要な部品供給はされたものの、性能向上を目的とした開発が行われることはなかった。
ライダー：マルコ・メランドリ
- 特徴

公式にはカワサキのMotoGP参戦活動として認められていないため、車体の塗装はライムグリーンではなく、カーボン地と黒を基調とし、白と赤のラインという地味なものであった。パーツメーカーなどテクニカルサプライヤー以外のスポンサーステッカーは無く、カワサキのロゴすら貼られていない。塗色以外の外観の変化は一見少なく見えるが、外装パーツの形状が同じであるものの、フレーム形状等は大きく変更されている。特に車体前半部の形状の変化が大きく、フレームがシリンダーヘッド後部を上と側面とで分かれて囲むような取り回しになっている。エンジンはウイリー抑止を目的に4軸構成に改められクランクシャフトは逆回転化となった。燃焼間隔はBB4.2を継続（逆回転のためBB4.3と呼ばれる）。最高出力は2008年型から8ps向上していたという。
性能向上の見込めないマシンではあったが、他社の水準に決して引けを取るものではなく、イタリアGPのフリー走行では342km/hの最高速を記録している。これは参戦した18台中6位の最高速であり、メランドリはエンジンの出力特性を高く評価していた。一方、車体には少なからず課題が残されていたようで、メランドリはたびたび後輪のグリップ不足を訴えていた。
この年より4気筒すべてがライドバイワイヤ化され、#1と#2、#3と#4、左右2気筒ずつを独立した2つのモーターで制御する物になった。このシステムは後にスーパーバイク世界選手権参戦車両に引き継がれ、カワサキの躍進に貢献した。
- 戦績

前年の低迷に加え、ワークスチームとしての活動が望めないことから開幕前の評価は散々なものであったが、開幕後の活躍は目を見張るものがあった。特に2009年は天候不順に見舞われることが多く、悪天候に強いメランドリにとっても幸運だったといえる。前半戦は多くのサーキットでシングルフィニッシュを果たし、第4戦フランスGPでは2位表彰台を獲得、一時はランキング5位に付けた事もあった。だが、シーズン後半は転倒によるリタイヤもあり、年間ランキング10位というカワサキのGP活動としてはやや平凡な結果に終わった。また、念願の初優勝もついに果たすことはできなかった。
- 最高成績：2位(フランス)
- 予選最高位：8位(日本)
- ランキング：10位

## 諸元
|                  | 2002年 (全日本選手権参戦車両)                                                             | 2002年                                                                                    | 2003年                                                                                    | 2004年                                                                                      | 2004年                                                                                      | 2005年                                                                                      | 2005年                                                                                      | 2006年                                                                                      | 2006年                                                                                      | 2007年                                                                                      | 2008年                                                                                      | 2009年                                                                                      |
| ---------------- | ----------------------------------------------------------------------------------------- | ----------------------------------------------------------------------------------------- | ----------------------------------------------------------------------------------------- | ------------------------------------------------------------------------------------------- | ------------------------------------------------------------------------------------------- | ------------------------------------------------------------------------------------------- | ------------------------------------------------------------------------------------------- | ------------------------------------------------------------------------------------------- | ------------------------------------------------------------------------------------------- | ------------------------------------------------------------------------------------------- | ------------------------------------------------------------------------------------------- | ------------------------------------------------------------------------------------------- |
| エンジン形式     | 水冷 4ストローク 直列4気筒 DOHC                                                           | 水冷 4ストローク 直列4気筒 DOHC                                                           | 水冷 4ストローク 直列4気筒 DOHC                                                           | 水冷 4ストローク 直列4気筒 DOHC                                                             | 水冷 4ストローク 直列4気筒 DOHC                                                             | 水冷 4ストローク 直列4気筒 DOHC                                                             | 水冷 4ストローク 直列4気筒 DOHC                                                             | 水冷 4ストローク 直列4気筒 DOHC                                                             | 水冷 4ストローク 直列4気筒 DOHC                                                             | 水冷 4ストローク 直列4気筒 DOHC                                                             | 水冷 4ストローク 直列4気筒 DOHC                                                             | 水冷 4ストローク 直列4気筒 DOHC                                                             |
| 排気量           | 923.8cc                                                                                   | 987.68cc                                                                                  | 987.68cc                                                                                  | 987.68cc                                                                                    | 987.68cc                                                                                    | ←                                                                                           | 987.64cc                                                                                    | 987.64cc                                                                                    | 987.64cc                                                                                    | 797.83cc                                                                                    | 797.83cc                                                                                    | 797.83cc                                                                                    |
| 内径×行程        | 74×53.74mm                                                                                | 79×50.4mm                                                                                 | 79×50.4mm                                                                                 | 79×50.4mm                                                                                   | 79×50.4mm                                                                                   | ←                                                                                           | 81×47.94mm                                                                                  | 81×47.94mm                                                                                  | 81×47.94mm                                                                                  | 74×46.4mm                                                                                   | 74×46.4mm                                                                                   | 74×46.4mm                                                                                   |
| バルブ駆動       | コイルスプリング タペット                                                                 | コイルスプリング タペット                                                                 | コイルスプリング タペット                                                                 | コイルスプリング タペット                                                                   | コイルスプリング タペット                                                                   | コイルスプリング フィンガーフォロワー                                                       | コイルスプリング フィンガーフォロワー                                                       | コイルスプリング フィンガーフォロワー                                                       | コイルスプリング フィンガーフォロワー                                                       | ニューマチック フィンガーフォロワー                                                         | ニューマチック フィンガーフォロワー                                                         | ニューマチック フィンガーフォロワー                                                         |
| カムシャフト駆動 | カセット式ギアトレイン                                                                    | カセット式ギアトレイン                                                                    | カセット式ギアトレイン                                                                    | カセット式ギアトレイン                                                                      | カセット式ギアトレイン                                                                      | カセット式ギアトレイン                                                                      | カセット式ギアトレイン                                                                      | ←                                                                                           | 固定式ギアトレイン                                                                          | 固定式ギアトレイン                                                                          | 固定式ギアトレイン                                                                          | 固定式ギアトレイン                                                                          |
| クランクシャフト | シングルプレーン 正回転                                                                   | シングルプレーン 正回転                                                                   | シングルプレーン 正回転                                                                   | シングルプレーン 正回転                                                                     | シングルプレーン 正回転                                                                     | シングルプレーン 正回転                                                                     | シングルプレーン 正回転                                                                     | デュアルプレーン 正回転                                                                     | デュアルプレーン 正回転                                                                     | デュアルプレーン 正回転                                                                     | デュアルプレーン 正回転                                                                     | デュアルプレーン 逆回転                                                                     |
| 燃焼間隔         | 180度等間隔                                                                               | 180度等間隔                                                                               | 180度等間隔                                                                               | 180度等間隔                                                                                 | 180度等間隔                                                                                 | BB2                                                                                         | BB3                                                                                         | BB4                                                                                         | BB4.2                                                                                       | ←                                                                                           | ←                                                                                           | BB4.3                                                                                       |
| 最高回転数       | 14,000rpm                                                                                 | 14,500rpm                                                                                 | 14,500rpm                                                                                 | 15,500rpm                                                                                   | 15,500rpm                                                                                   | 15,500rpm                                                                                   | 15,500rpm                                                                                   | 16,500rpm                                                                                   | 16,500rpm                                                                                   | 17,800rpm                                                                                   | 18,800rpm                                                                                   | 18,800rpm                                                                                   |
| 燃料供給装置     | キャブレター (ケーヒンFCR)                                                                | インジェクション (ケーヒンFCR-i)                                                          | インジェクション (ケーヒンFCR-i)                                                          | ←                                                                                           | インジェクション（マレリ製）                                                                | インジェクション（マレリ製）                                                                | インジェクション（マレリ製）                                                                | インジェクション（マレリ製）                                                                | インジェクション（マレリ製）                                                                | インジェクション（マレリ製）                                                                | インジェクション（マレリ製）                                                                | インジェクション（マレリ製）                                                                |
| スロットルボディ | キャブレター (ケーヒンFCR)                                                                | インジェクション (ケーヒンFCR-i)                                                          | インジェクション (ケーヒンFCR-i)                                                          | ←                                                                                           | スッター製                                                                                  | スッター製                                                                                  | スッター製                                                                                  | ケーヒン製                                                                                  | ケーヒン製                                                                                  | ケーヒン製                                                                                  | カワサキ製                                                                                  | カワサキ製                                                                                  |
| スロットルバルブ | スライド式                                                                                | スライド式                                                                                | スライド式                                                                                | ←                                                                                           | バタフライ式                                                                                | ←                                                                                           | ←                                                                                           | ←                                                                                           | ←                                                                                           | ←                                                                                           | ←                                                                                           | ←                                                                                           |
| ライドバイワイヤ | 無し(手動)                                                                                | 無し(手動)                                                                                | 無し(手動)                                                                                | 無し(手動)                                                                                  | 無し(手動)                                                                                  | ＃4のみ電子制御                                                                             | ＃4のみ電子制御                                                                             | #3#4のみ電子制御                                                                            | #3#4のみ電子制御                                                                            | #3#4のみ電子制御                                                                            | #3#4のみ電子制御                                                                            | 全気筒電子制御                                                                              |
| ECU              | 三菱製                                                                                    | 三菱製                                                                                    | 三菱製                                                                                    | ←                                                                                           | マレリ製                                                                                    | マレリ製                                                                                    | マレリ製                                                                                    | マレリ製                                                                                    | マレリ製                                                                                    | マレリ製                                                                                    | マレリ製                                                                                    | マレリ製                                                                                    |
| フレーム形式     | アルミ製ツインスパー                                                                      | アルミ製ツインスパー                                                                      | アルミ製ツインスパー                                                                      | アルミ製ツインスパー                                                                        | アルミ製ツインスパー                                                                        | アルミ製ツインスパー                                                                        | アルミ製ツインスパー                                                                        | アルミ製ツインスパー                                                                        | アルミ製ツインスパー                                                                        | アルミ製ツインスパー                                                                        | アルミ製ツインスパー                                                                        | アルミ製ツインスパー                                                                        |
| フレーム設計     | カワサキ                                                                                  | カワサキ                                                                                  | カワサキ                                                                                  | スッター                                                                                    | スッター                                                                                    | スッター                                                                                    | スッター                                                                                    | カワサキ                                                                                    | カワサキ                                                                                    | カワサキ                                                                                    | カワサキ                                                                                    | カワサキ                                                                                    |
| サスペンション   | 前：テレスコピック（オーリンズ） 後：リンク式モノショック（オーリンズ）                   | 前：テレスコピック（オーリンズ） 後：リンク式モノショック（オーリンズ）                   | 前：テレスコピック（オーリンズ） 後：リンク式モノショック（オーリンズ）                   | 前：テレスコピック（オーリンズ） 後：リンク式モノショック（オーリンズ）                     | 前：テレスコピック（オーリンズ） 後：リンク式モノショック（オーリンズ）                     | 前：テレスコピック（オーリンズ） 後：リンク式モノショック（オーリンズ）                     | 前：テレスコピック（オーリンズ） 後：リンク式モノショック（オーリンズ）                     | 前：テレスコピック（オーリンズ） 後：リンク式モノショック（オーリンズ）                     | 前：テレスコピック（オーリンズ） 後：リンク式モノショック（オーリンズ）                     | 前：テレスコピック（オーリンズ） 後：リンク式モノショック（オーリンズ）                     | 前：テレスコピック（オーリンズ） 後：リンク式モノショック（オーリンズ）                     | 前：テレスコピック（オーリンズ） 後：リンク式モノショック（オーリンズ）                     |
| タイヤ           | ダンロップ                                                                                | ダンロップ                                                                                | ダンロップ                                                                                | ブリヂストン                                                                                | ブリヂストン                                                                                | ブリヂストン                                                                                | ブリヂストン                                                                                | ブリヂストン                                                                                | ブリヂストン                                                                                | ブリヂストン                                                                                | ブリヂストン                                                                                | ブリヂストン                                                                                |
| ホイール         | 前後16.5インチ ビトーR&D製                                                                | 前後16.5インチ ビトーR&D製                                                                | 前後16.5インチ ビトーR&D製                                                                | 前後16.5インチ ビトーR&D製                                                                  | 前後16.5インチ ビトーR&D製                                                                  | 前後16.5インチ ビトーR&D製                                                                  | 前後16.5インチ ビトーR&D製                                                                  | 前後16.5インチ ビトーR&D製                                                                  | 前後16.5インチ ビトーR&D製                                                                  | 前後16.5インチ ビトーR&D製                                                                  | 前後16.5インチ ビトーR&D製                                                                  | 前後16.5インチ マルケジーニ製                                                               |
| ブレーキ         | 前：カーボン製デュアルディスク（ブレンボ製） 後：スチール製シングルディスク（ニッシン製） | 前：カーボン製デュアルディスク（ブレンボ製） 後：スチール製シングルディスク（ニッシン製） | 前：カーボン製デュアルディスク（ブレンボ製） 後：スチール製シングルディスク（ニッシン製） | 前：カーボン製デュアルディスク （ブレンボ製） 後：スチール製シングルディスク （ブレンボ製） | 前：カーボン製デュアルディスク （ブレンボ製） 後：スチール製シングルディスク （ブレンボ製） | 前：カーボン製デュアルディスク （ブレンボ製） 後：スチール製シングルディスク （ブレンボ製） | 前：カーボン製デュアルディスク （ブレンボ製） 後：スチール製シングルディスク （ブレンボ製） | 前：カーボン製デュアルディスク （ブレンボ製） 後：スチール製シングルディスク （ブレンボ製） | 前：カーボン製デュアルディスク （ブレンボ製） 後：スチール製シングルディスク （ブレンボ製） | 前：カーボン製デュアルディスク （ブレンボ製） 後：スチール製シングルディスク （ブレンボ製） | 前：カーボン製デュアルディスク （ブレンボ製） 後：スチール製シングルディスク （ブレンボ製） | 前：カーボン製デュアルディスク （ブレンボ製） 後：スチール製シングルディスク （ブレンボ製） |